# Asakura Yoshikage
Asakura Yoshikage (朝倉 義景 12 de Outubro de 1533 – 16 de Setembro de 1573) foi um daimyo do período Sengoku ele governou a província de Echizen ( Na atual prefeitura de Fukui ) . Ele é conhecido por suas lutas contra Oda Nobunaga, e sendo o ultimo líder do clã Asakura, pois suas lutas contra Nobunaga levou a destruição do clã.

## Nascimento e Sucedendo o clã
Asakura Yoshikage nasceu no Castelo de Ichijodani , onde hoje se localiza o distrito de Kidanouchi na província de Fukui. Filho de Asakura Takakage, ele sucedeu o clã após a morte de seu pai em 1548, Yoshikage era conhecido por ser um líder com uma  ótima gestão de politica e diplomática, fez ótimas negociações com os Ikkõ-Ikki de Echizen, que acabou transformando a província em um lugar para refugiados da região de Kansai. Seu castelo Ichijodani acabou tornando-se um centro de cultura modelado na capital Kyoto.

## Conflitos com Nobunaga e Morte
Em 1570 Ashikaga Yoshiaki, nomeou Yoshikage como regente e pediu para expulsar Nobunaga da capital. Com resultado Oda Nobunaga lançou um ataque a Echizen, porém Yoshikage não tinha muita experiencia em Liderança de militar, oque fez Oda Nobunaga invadir sem nenhum problema a província de Echizen, porém Yoshikage havia pedido ajuda ao clã Azai, um aliado de longa data do seu clã, para capturarem Nobunaga, porém ambos falharam e Nobunaga assim conseguiu fugir. Esta batalha ficaria conhecida como Cerco de Kanegasaki (1570). Nesse mesmo ano foi criado uma aliança Ant-Oda.
Após o fracasso de capturar Nobunaga, o clã Azai que nesta época era liderados por Azai Nagamasa, que era cunhado de Nobunaga, teve suas terras invadidas pela aliança Oda-Tokugawa. Pois Nagamasa quebrou sua aliança com Nobunaga, para tentar ajudar os Asakura na captura do seu cunhado. 
Nobunaga com seu exercito caminharam para o castelo de Yokoyama para lançarem um ataque, Nagamasa ao saber disso pediu ajuda a Yoshikage que enviou um exercito para apoiar Nagamasa, assim aliança Azai-Asakura se formaram para enfrentar Oda Nobunaga, essa batalha seria conhecida com a Batalha de Anegawa, mas a vantagem saiu para Nobunaga e Ieyasu pois estavam com numero maior de soldados fazendo os dois clã recuar. Após a derrota em Anegawa, Azai e Asakura conseguiram uma vitoria sobre Nobunaga, no Cerco do Mont Usa que levaria a morte de Mori Yoshinari e seu irmão mais novo Oda Shinji.
Asakura Yoshikage fugiu para sua terra natal, se reconciliou com Nobunaga fazendo um acordo durante 3 anos. Após esse tempo Nobunaga lançou um ataque contra o clã e destruindo o castelo de Ichijodani, Yoshikage conseguiu fugir, porém por ser um líder fraco, ele foi capturado por soldados de seu primo Asakura Kageaki e foi forçado a cometer seppuku e assim levando a destruição do clã Asakura.